# Pieni-Kankainen
Pieni-Kankainen är en sjö i kommunen Kangasniemi i landskapet Södra Savolax i Finland. Arean är 37 hektar och strandlinjen är 2,6 kilometer lång. Sjön  ingår i Kymmene älvs huvudavrinningsområde.   Den ligger omkring 73 kilometer nordväst om S:t Michel och omkring 230 kilometer norr om Helsingfors. 
Pieni-Kankainen ligger nordväst om Vuorinen. 